# دايفيد إيزلي
دايفيد إيزلي (بالإنجليزية: David Easley)‏ هو اقتصادي أمريكي، ولد في عقد 1950.